# Конспиративни теории за убийството на Джон Кенеди
Убийството на Джон Кенеди на 22 ноември 1963 г. е повод за многобройни конспиративни теории, които включват обвинения за участие на ЦРУ, мафията, вицепрезидент Линдън Б. Джонсън, кубинския премиер Фидел Кастро, КГБ, Израел или комбинация от някои от тях. Някои конспиративни теории твърдят, че федералното правителство на Съединените щати прикрива важна информация, свързана с убийството. Бившият окръжен прокурор на Лос Анджелис Винсънт Булиоси изчислява, че общо 42 групи, 82 убийци и 214 души са обвинени по едно или друго време в различни сценарии свързани с убийството на Кенеди.